# Porphyrinia lutosa
Porphyrinia lutosa là một loài bướm đêm trong họ Noctuidae.